# Llista de monuments de Marratxí
Llista de monuments de Marratxí catalogats pel consell insular de Mallorca com a Béns d'Interès Cultural en la categoria de monuments pel seu interès històric, artístic, arquitectònic, arqueològic, històric-industrial, etnològic, social, científic o tècnic.
| Monument                                                           | Tipus                | Localització                        | Coordenades                                                | Codi?         | Imatge |
| ------------------------------------------------------------------ | -------------------- | ----------------------------------- | ---------------------------------------------------------- | ------------- | --- |
| Son Seguí                                                          | Arq. defensiva       | Marratxí                            |                                                            | RI-51-0008473 | Carregueu una nova foto d'aquest monument                                                                        |
| Creu de Sant Marçal                                                | Creus de terme       | Marratxí Pl. de Sant Marçal. Pòrtol | 39° 37′ 24″ N, 2° 44′ 34″ E / 39.623199°N,2.742669°E       | RI-51-0010324 | Carregueu una nova foto d'aquest monument                                                                        |
| Ruïnes prehistòriques dels Antigons                                | Monument arqueològic | Marratxí                            | 39° 38′ 05″ N, 2° 46′ 18″ E / 39.634812°N,2.771676°E       | RI-51-0002421 | Carregueu una nova foto d'aquest monument                                                                        |
| Cova de sa Cabaneta                                                | Monument arqueològic | Marratxí                            |                                                            | RI-51-0002422 | Carregueu una nova foto d'aquest monument                                                                        |
| Talaiot de Can Vic                                                 | Monument arqueològic | Marratxí                            |                                                            | RI-51-0002424 | Carregueu una nova foto d'aquest monument                                                                        |
| Via Antiga des Cavulls                                             | Monument arqueològic | Marratxí                            |                                                            | RI-51-0002425 | Carregueu una nova foto d'aquest monument                                                                        |
| Son Caulelles. Es Camp de Futbol                                   | Monument arqueològic | Marratxí                            | 39° 36′ 55″ N, 2° 45′ 45″ E / 39.615231°N,2.762573°E       | RI-51-0002426 | Carregueu una nova foto d'aquest monument                                                                        |
| Son Cos. Cova des Boc                                              | Monument arqueològic | Marratxí                            | 39° 37′ 47″ N, 2° 45′ 57″ E / 39.629772°N,2.765868°E       | RI-51-0002427 | Carregueu una nova foto d'aquest monument                                                                        |
| Cova de Son Cos / Can Pinet                                        | Monument arqueològic | Marratxí                            |                                                            | RI-51-0002428 | Carregueu una nova foto d'aquest monument                                                                        |
| Cova de Son Cos / Can Torres                                       | Monument arqueològic | Marratxí                            |                                                            | RI-51-0002429 | Carregueu una nova foto d'aquest monument                                                                        |
| Habitació prehistòrica de Son Cos / Puig Torrella / Puig d'en Capo | Monument arqueològic | Marratxí                            | 39° 37′ 50″ N, 2° 46′ 16″ E / 39.630683°N,2.771225°E       | RI-51-0002430 | Carregueu una nova foto d'aquest monument                                                                        |
| Son Cos. Sa Vileta                                                 | Monument arqueològic | Marratxí                            | 39° 37′ 54″ N, 2° 45′ 50″ E / 39.631570°N,2.763881°E       | RI-51-0002431 | Carregueu una nova foto d'aquest monument                                                                        |
| Cova de Son Cos / Na Xeremina                                      | Monument arqueològic | Marratxí                            |                                                            | RI-51-0002432 | Carregueu una nova foto d'aquest monument                                                                        |
| Son Sales                                                          | Monument arqueològic | Marratxí                            | 39° 38′ 34″ N, 2° 43′ 15″ E / 39.642737°N,2.720709°E       | RI-51-0002433 | Carregueu una nova foto d'aquest monument                                                                        |
| Cova de Son Caulelles                                              | Monument arqueològic | Marratxí                            | 39° 37′ 03″ N, 2° 45′ 36″ E / 39.617617936°N,2.760012597°E | RI-51-0002518 | Cova de Son Caulelles (Marratxí) · Vegeu més fotos d'aquest monument · Carregueu una nova foto d'aquest monument |